# Kościół Wszystkich Świętych w Gliwicach
Kościół Wszystkich Świętych w Gliwicach – rzymskokatolicki kościół parafialny z XV–XVI wieku w Gliwicach-Śródmieściu, wpisany do rejestru zabytków nieruchomych województwa śląskiego.

## Informacje ogólne
Kościół położony jest na gliwickiej starówce.
Jest to orientowana budowla trójnawowa, halowa, z trójprzęsłowym prezbiterium i czteroprzęsłowym korpusem, stylistycznie zaliczana do gotyckich świątyń śląskich. Prezbiterium zamknięte jest trójbocznie. Ołtarz i ambona barokowe, drewniane. 
Wieża kościoła gotycka, doskonale widoczna z Rynku. Wysokość wieży z krzyżem wynosi około 64 m (sam krzyż ok. 5 m). Wieża dostępna jest dla turystów w dzień od 1 maja do 30 września, w każdą  niedzielę o godzinie 16.00 i 17.00, oraz w nocy od 1 października do 30 listopada, w każdą sobotę o godzinie 19.30.  Z tarasu widokowego (57,5 m), (279,5 m nad poziomem morza), przy dobrej widoczności można dostrzec Górę Świętej Anny, zachodnie pasmo Beskidów, oraz pasmo Jesioniki a nawet słowackiego Gerlacha (tylko kilka razy w roku). Na szczycie wieży znajduje się duży krzyż ustawiony w 1950 roku z okazji 700-lecia założenia Gliwic.

## Historia

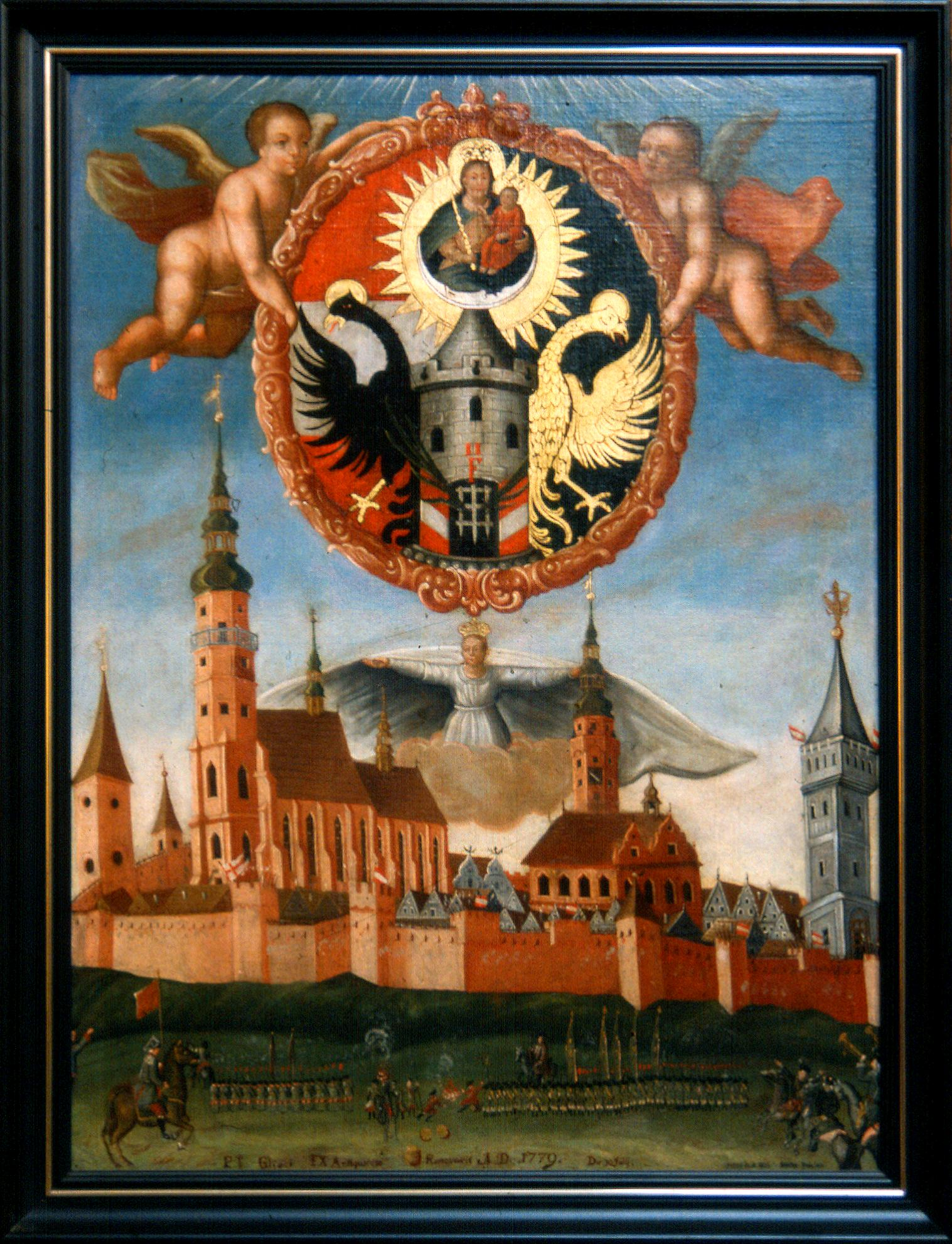
Obraz z wizerunkiem kościoła (pierwszy z lewej) sprzed 1779 roku

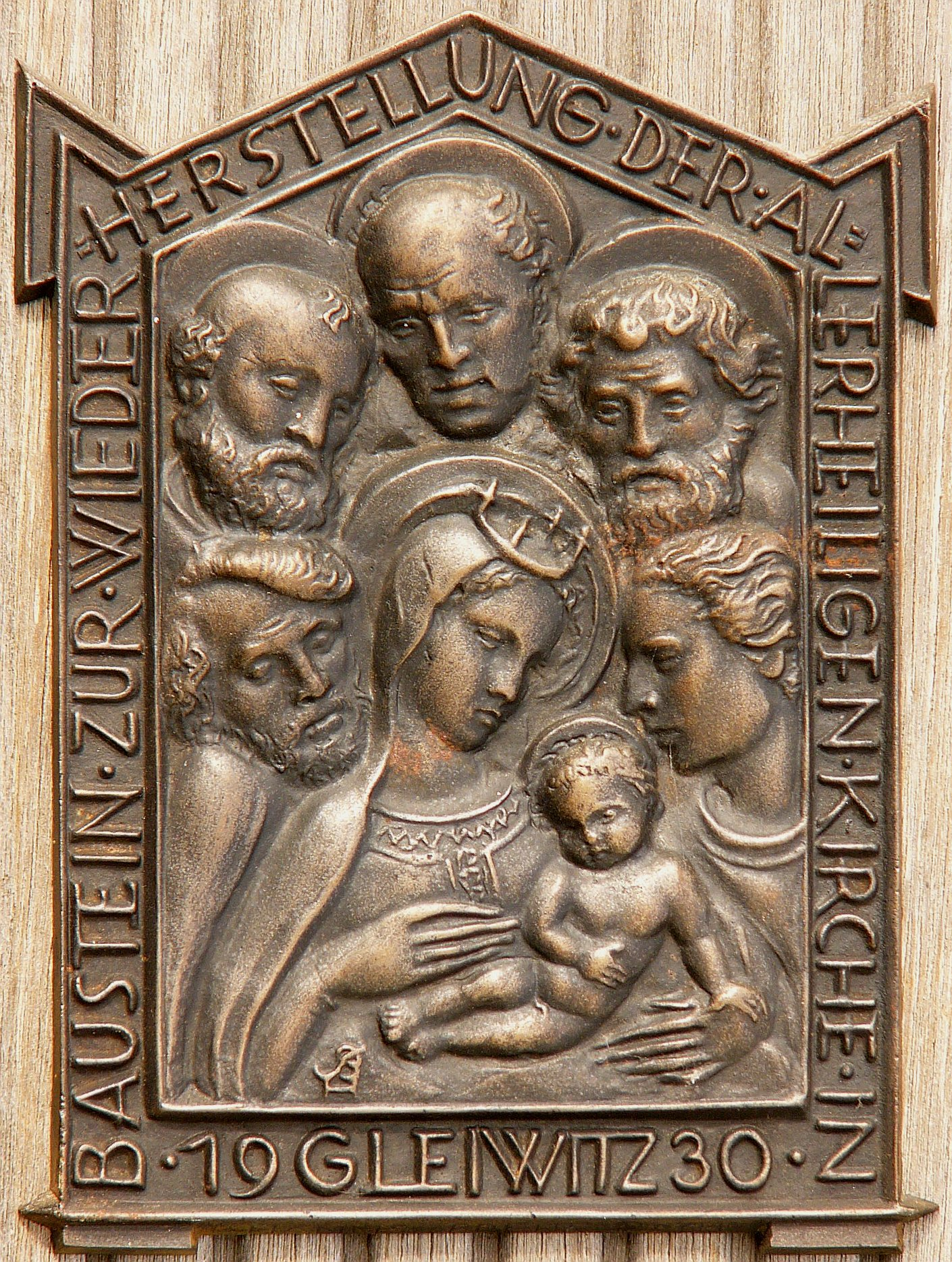
Cegiełka na renowację kościoła w latach 30. XX wieku, autorstwa Hannsa Breitenbacha

Datę erygowania parafii Wszystkich Świętych w Gliwicach historycy określają na rok 1250. Pierwsze wzmianki o parafii pochodzą z lat 1279 i 1286, (wzmianki wymieniające księdza Henryka – prawdopodobnie pierwszego proboszcza – pochodzą z 11.XI.1279 r.) Pierwotnie kościół był drewniany i stał na tym samym miejscu, co dzisiejszy (jest to miejsce najwyżej położone na starówce). Nie zachował się żaden dokument dotyczący początków obecnego kościoła pw. Wszystkich Świętych. Pod tym wezwaniem występuje po raz pierwszy w dokumencie z 1467 r. Wnioskując ze sposobu budowy obecnego kościoła, z cyfr umieszczonych nad głównym portalem (1504) i innych danych, powstanie kościoła określa się na lata 1450–1504. 
Wyniosła i masywna wieża, przylegająca do korpusu od strony zachodniej, wzniesiona została na przełomie XV i XVI wieku, jako ostatni etap budowy kościoła. Założona na rzucie kwadratu, o niezwykle grubych murach, jest opięta umieszczonymi w narożach wydatnymi skarpami. Jej górna część posiada kształt ośmioboczny i zwieńczona jest galerią, której renesansowa balustrada została zrekonstruowana w XX wieku.
W 1601 r. pożar strawił wyposażenie wnętrza oraz dachy, ale przebudowa doprowadziła do okazałej formy. W XVII wieku pierwotną, ceglano-kamienną fakturę ścian i filarów pokryto tynkiem. W latach 1929 –1942 przeprowadzono gruntowną restaurację kościoła. Wtedy właśnie otrzymał obecny wygląd. Mury otrzymały wtedy okładzinę z cegły maszynowej, a wieża zwieńczenie w kształcie krenelażu. W latach 1930 –1933 nadbudowano również najwyższą część wieży oraz dodano łuki oporowe o ciekawym, rzadko spotykanym, kształcie. W górnej partii wieży, nad lapidarium, znajdują się dwie wieżyczki schodowe, założone na rzucie koła, mieszczące spiralne schody, na których wykuto kilkadziesiąt, częściowo zrekonstruowanych, znaków kamieniarskich.
W 2004 roku dzięki staraniu PTTK został otwarty na wieży taras widokowy dla wiernych i turystów.

## Wnętrze kościoła

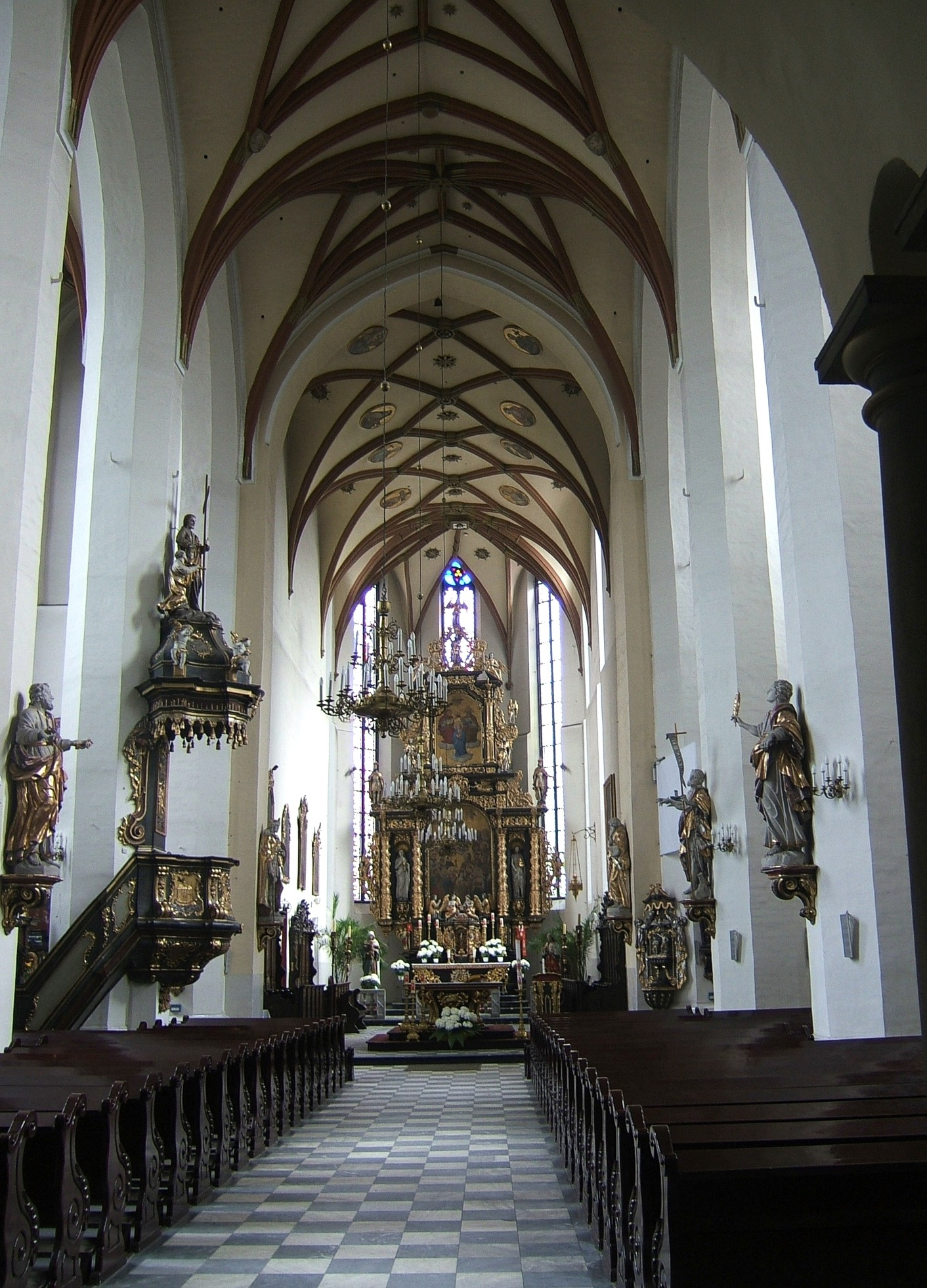
Nawa główna

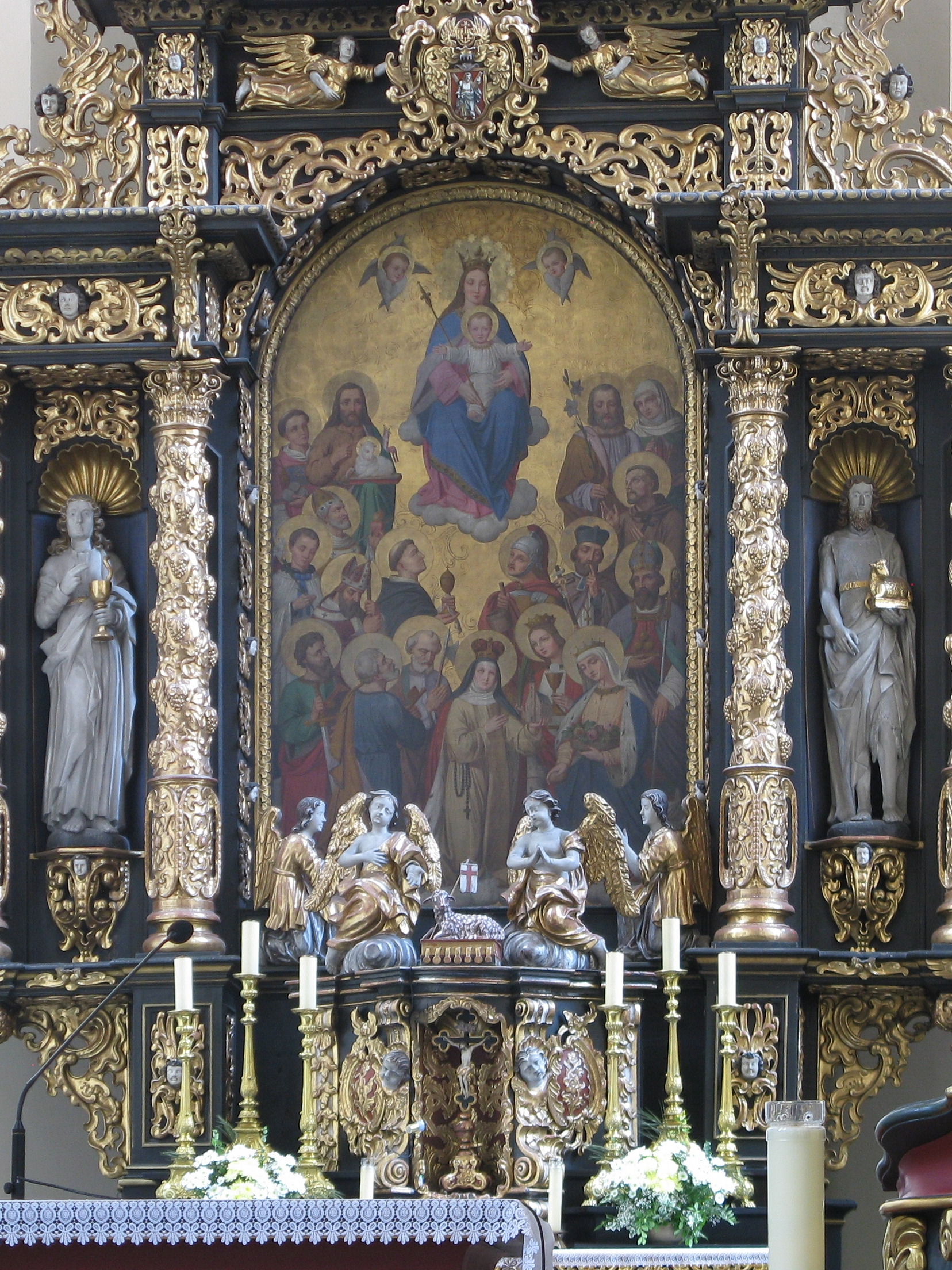
Obraz Matki Bożej w otoczeniu świętych w głównym ołtarzu

W kościele znajduje się sporo cennych zabytków takich jak: obrazy, monstrancje, relikwiarze, naczynia liturgiczne oraz przepiękny ołtarz główny, dwa ołtarze boczne i ambona które pochodzą z okresu baroku. We wnętrzu na szczególną uwagę zasługuje sklepienie sieciowe prezbiterium, zaś w nawach oddzielonych ośmiobocznymi filarami – gwiaździste. Pomiędzy nawą główną a prezbiterium istnieje ściana tęczowa z ostrołukiem. 
- Ołtarz główny – o cechach wczesnobarokowych (2. tercja XVII wieku) jest dwukondygnacyjny i posiada bogatą dekorację rzeźbiarską z ornamentem małżowinowo-chrząstkowym. W części centralnej obraz Matki Boskiej w otoczeniu świętych, w górnej części Koronacja Matki Boskiej.
- Kaplica św. Krzyża – XV-wieczna kaplica o sklepieniu sieciowym przylegająca do prezbiterium od strony południowej. W kaplicy późnobarokowy ołtarz z II poł. XVIII wieku.
- Kaplica Matki Boskiej – wzniesiona została w II poł. XV wieku po południowej stronie korpusu. Na ścianach gotycka polichromia z 1470 roku, odkryta w latach 1933–1938. Sceny przedstawiają „Koronację Matki Boskiej”, „Pojmanie”, „Ostatnią Wieczerzę” i „Zdjęcie z Krzyża”. W kruchcie płyty nagrobne z XVI wieku.
- Ołtarz boczny od strony północnej – pochodzi z początku XVIII wieku. W części centralnej obraz Adoracja Najświętszego Sakramentu.
- Chrzcielnica – z XVIII wieku. Przestawiona scena Chrztu Chrystusa.
- Organy – z parawanowym prospektem, uformowanym z rzędu piszczałek. Zbudowane zostały przez w latach 30. XX w. przez znaną na Górnym Śląsku opawską firmę Rieger i Kloss z Karniowa.
- Ambona - z XVIII wieku z płaskorzeźbą Chrystusa Dobrego Pasterza w zapleczu, a na baldachimie Chrystusa wręczającego klucze świętemu Piotrowi. Zdobienia w stylu rokoko.

W skarbcu kościelnym przechowywana jest wspaniała monstrancja ze sceną powrotu zwiadowców do Ziemi Kanaan, wykonana w 1687 r. przez złotnika Hansa Georga Kolbego.